# Cleomenes nigricollis
Cleomenes nigricollis är en skalbaggsart som beskrevs av Leon Fairmaire 1895. Cleomenes nigricollis ingår i släktet Cleomenes och familjen långhorningar. Inga underarter finns listade i Catalogue of Life.